# Formiguer de pit esquitxat
El formiguer de pit esquitxat. (Sclateria naevia) és una espècie d'ocell de la família dels tamnofílids (Thamnophilidae) i única espècie del gènere Sclateria Oberholser, 18992.
Habita a la selva pantanosa a prop de rierols, manglars, bosc obert de les terres baixes fins als 500 m, de l'est de Colòmbia, sud i est de Veneçuela, Trinitat, Guaiana, est del Perú, nord de Bolívia i Brasil amazònic.